# Воля-Захаряшовська
Воля-Захаряшовська (пол. Wola Zachariaszowska) — село в Польщі, у гміні Зельонки Краківського повіту Малопольського воєводства.
Населення — 645 осіб (2011).
У 1975-1998 роках село належало до Краківського воєводства.

## Демографія
Демографічна структура станом на 31 березня 2011 року:
|          | Загалом | Допрацездатний вік | Працездатний вік | Постпрацездатний вік |
| -------- | ------- | ------------------ | ---------------- | -------------------- |
| Чоловіки | 306     | 79                 | 202              | 25                   |
| Жінки    | 339     | 84                 | 204              | 51                   |
| Разом    | 645     | 163                | 406              | 76                   |